# Versiera
In geometria, la versiera è una curva del piano, costruibile sinteticamente attraverso procedimenti geometrici elementari ed esprimibile analiticamente mediante una funzione razionale. La versiera è caratterizzata da una forma a campana, simile a quella della distribuzione gaussiana.

Attribuita a Maria Gaetana Agnesi, che la descrisse in Instituzioni analitiche ad uso della gioventù italiana (1748), in realtà era già stata studiata da Pierre de Fermat nel 1666 e da Guido Grandi nel 1703. Il nome attribuito da Grandi alla curva era versoria e derivava dall'omonimo termine latino che indicava la corda legata all'estremità di una vela, utilizzata per le virate. Fu Maria Gaetana Agnesi a introdurre il nome versiera.
Il traduttore inglese del libro della Agnesi intese versiera come abbreviazione di avversiera, che significa strega, ovvero avversaria di Dio, e denominò la curva witch of Agnesi (strega di Agnesi), nome con il quale è conosciuta in numerose lingue.

## Costruzione

Costruzione della versiera

Data una circonferenza di centro {\displaystyle (0,a)} e di raggio {\displaystyle a} e una retta {\displaystyle t} parallela all'asse {\displaystyle x} di equazione {\displaystyle y=2a} tangente al cerchio nel punto {\displaystyle (0,2a)}, e un fascio di rette passanti per l'origine degli assi, la versiera è il luogo dei punti {\displaystyle M} che hanno: come ascissa, l'ascissa del punto {\displaystyle L} di intersezione di una generica retta del fascio con la tangente {\displaystyle t}; come ordinata, l'ordinata del punto {\displaystyle C} di intersezione della stessa retta del fascio con la circonferenza.

## Equazione

Versiere ottenute per diversi valori del parametro a: 1/2 (rosso), 1 (blu), 3/2 (verde)

Applicando la costruzione sopra descritta, l'equazione cartesiana della curva è:
{\displaystyle y={\frac {8a^{3}}{x^{2}+4a^{2}}}}.
L'equazione parametrica è invece:
{\displaystyle {\begin{cases}x=2a\tan(\theta )\\y=2a\cos ^{2}(\theta )\end{cases}}}
dove {\displaystyle \theta } è l'angolo formato dalla retta del fascio con l'asse delle ordinate.
Una parametrizzazione che fa uso solo di funzioni algebriche è la seguente:
{\displaystyle {\begin{cases}x=2at\\y={\dfrac {2a}{1+t^{2}}}\end{cases}}}

## Proprietà
Per {\displaystyle a=1/2}, l'equazione diventa
{\displaystyle y={\frac {1}{x^{2}+1}}},
che è la derivata dell'arcotangente.
L'area racchiusa tra la versiera e l'asse delle ascisse vale {\displaystyle 4\pi a^{2}}, ovvero il quadruplo dell'area del cerchio utilizzato nella costruzione.
Ruotando la curva attorno all'asse delle ascisse si ottiene una superficie a forma di fuso il cui volume vale {\displaystyle 4\pi ^{2}a^{3}}.

## Applicazioni
La versiera trova applicazione in fisica nella descrizione di alcuni fenomeni di risonanza: un atomo o, più in generale, una molecola, sono sistemi microscopici dotati, per dinamica interna, di stati stazionari di equilibrio. Gli atomi e le molecole, in condizioni ordinarie, si trovano in equilibrio termodinamico, in stati stabili, ossia negli stati a minor contenuto energetico. Se un atomo viene colpito da una radiazione elettromagnetica monocromatica, ossia se esso è perturbato esternamente da una forza periodica armonica, allora, come tutti i sistemi dinamici in equilibrio, o in situazioni prossime all'equilibrio, esso reagisce assorbendo, eccitandosi, ossia portandosi in uno stato a maggior contenuto di energia, e, successivamente, emettendo l'energia assorbita, diseccitandosi e riportandosi allo stato più stabile possibile; nel caso che la perturbazione apporti energia in forma elettromagnetica, l'atomo riemette, in condizioni di risonanza, tale energia radiante nella medesima forma: secondo l'ipotesi quantistica di Planck, la risonanza ideale avviene con uno scambio di energia corrispondente esattamente al salto energetico subito dall'atomo, ossia in corrispondenza di una frequenza di risonanza univocamente determinata.
Tuttavia, in condizioni reali, per la presenza di altri effetti più sottili, dovuti, in parte, alla presenza di altri atomi, lo spettro di radiazione non è semplicemente monocromatico, cioè non presenta una distribuzione di Dirac, ma, piuttosto,  esibisce una distribuzione di frequenze avente una certa larghezza di banda, con un profilo di intensità dipendente dalla frequenza della radiazione stessa; la relazione tra l'intensità della radiazione emessa (o assorbita) e la frequenza di oscillazione della radiazione medesima, in certe circostanze, è data dalla funzione "versiera di Agnesi".
La funzione di Agnesi, nell'ambito degli studi sugli spettri atomici e molecolari, è chiamata funzione lorentziana o distribuzione di Lorentz; la lorentziana di assorbimento (e di emissione) ha il massimo in corrispondenza della lunghezza d'onda (e quindi della frequenza) della luce incidente per la quale si avrebbe la risonanza idealmente monocromatica, cioè in corrispondenza della ideale distribuzione di Dirac ; rispetto a tale massimo, il profilo di Lorentz è simmetrico.
Diversi fenomeni fisici causano allargamenti di riga di tipo lorentziano: nel caso in cui nessuno di essi sia di entità trascurabile, cioè qualora le "larghezze" dei vari profili lorentziani siano confrontabili, la loro convoluzione è un profilo matematico ancora di tipo lorentziano, con larghezza pari alla somma delle larghezze dei singoli profili.
Vi sono ulteriori circostanze fisiche per le quali la risonanza tra atomi e radiazione elettromagnetica mostra un allargamento di riga con profilo gaussiano. Anche in questo caso, se sono significativi diversi fenomeni fisici, ciascuno dei quali determina un allargamento di riga di tipo gaussiano, la loro convoluzione ha ancora un profilo gaussiano, ma con "larghezza" pari alla radice quadrata della somma dei quadrati delle singole larghezze gaussiane.
In generale, la larghezza di riga di un atomo è dunque l'integrale di convoluzione tra un profilo gaussiano ed un profilo lorentziano ( o "di Agnesi"); tale profilo di convoluzione è noto come integrale di Voigt, ed è una trascendente superiore. Se, infatti, le larghezze , rispettivamente, della lorentziana risultante e della gaussiana risultante da convolvere , sono confrontabili, allora l'integrale di Voigt non è esprimibile in forma chiusa, cioè non è rappresentabile analiticamente in termini finiti di sole funzioni elementari. Se invece una delle due curve è molto più larga dell'altra, allora l'integrale di Voigt si approssima con il profilo più largo, in quanto quello più stretto, nell'integrale di convoluzione, si comporta , al limite, approssimativamente, come una delta di Dirac.
La funzione di Agnesi appare anche in contesti di fisica o di ingegneria differenti dallo studio o dall'applicazione tecnologica degli spettri atomici e molecolari: in tali ambiti è chiamata, ancora una volta, funzione di Lorentz.
In statistica, la distribuzione di una variabile casuale di Cauchy è espressa da una versiera.